# John Boyle (2e comte de Glasgow)
Pour les articles homonymes, voir John Boyle (homonymie) et Boyle.
John Boyle, 2e comte de Glasgow (avril 1688 - 22 mai 1740), est un noble écossais.

## Biographie
Il est le fils aîné et l'héritier de David Boyle (1er comte de Glasgow), et de Margaret, fille de Patrick Lindsay (deuxième fils de John Lindsay, 17e comte de Crawford). Les Boyles sont une ancienne famille dont les domaines sont situés à Kelburn, dans le nord de l'Ayrshire.
Il est né en avril 1688 et accède à la pairie le 31 octobre 1733. Par décision du 31 mars 1721, il acquiert les terres de Ballikewin dans l'île de Cumbrae de son parent, James Boyle.

## Famille
En 1707, il épouse Helenor, troisième fille de William Morrison de Prestongrange, dans le comté de Haddington. Elle est décédée à Édimbourg le 7 juillet 1767. Leurs enfants sont :
- David Boyle (d. 1710)
- William Boyle (1713–1715)
- John Boyle (3e comte de Glasgow) (1714–1775), qui succède à son père comme 3e comte de Glasgow.
- Charles Boyle (b. 1715), mort jeune
- Patrick Boyle de Shewalton (1717–1798), qui épouse Agnes Mure, fille de William Mure de Caldwell, et en secondes noces Elizabeth Dunlop, fille d'Alexander Dunlop, professeur de grec University of Glasgow. Ils sont les parents de David Boyle (Lord Boyle) (en)[2].
- David Boyle (b. 1717), mort jeune
- Janet Boyle (1711–1770)
- Margaret Boyle (1712–1772)
- Jean Boyle (d. 1756)
- Helen Boyle (d. 1794), qui épouse Sir James Douglas (1er baronnet)
- Marion Boyle (d. 1757)
- Catharine Boyle, qui épouse Dr. James MacNeill de Neilhall le 10 décembre 1770.